# Kabeleinblasmaschine

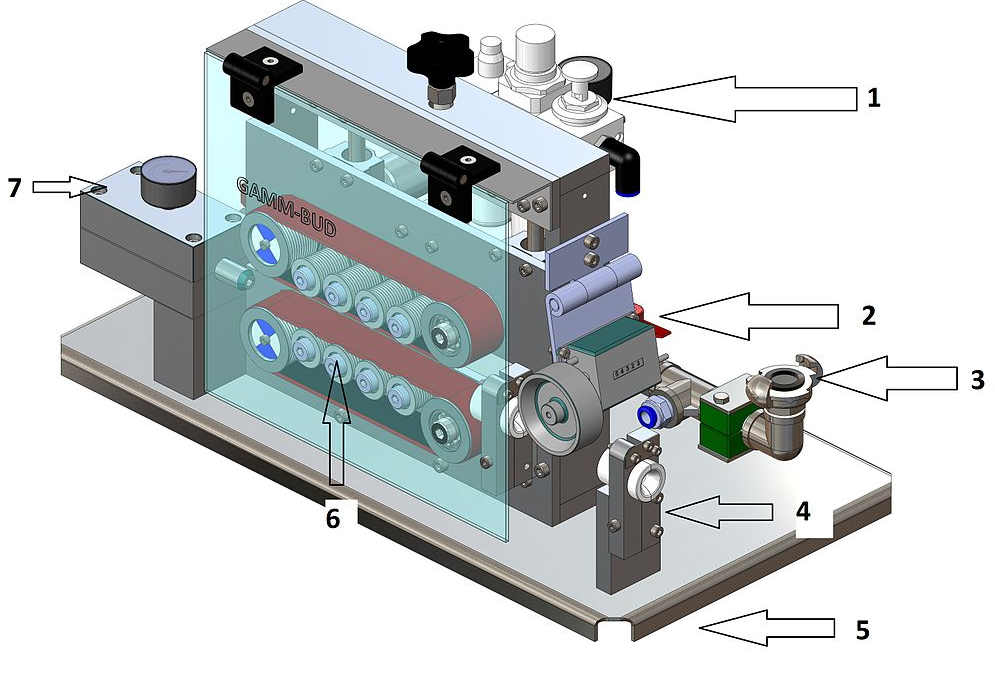
1. Regel-Schmier-Vorrichtung
2. Kabel-Längenzähler
3. Druckluftanschluss
4. Kabelführung für Mikrokabel
5. Grundplatte
6. Kabelgeber mit Rillenriemen
7. Einblaskopf

Kabeleinblasmaschinen sind Spezialmaschinen zum Verlegen von Lichtwellenleitern in Schutzrohren der Kabelkanalisation unter Verwendung von Druckluft oder Wasser. Das Kabeleinblasverfahren (engl. cable blowing techique) ist gegenüber dem Einziehen von Kabeln kostengünstiger, und es wirken weniger Zugkräfte auf das Kabel. Zum Einblasen wird an der Kabelspitze ein Manschettenkolben befestigt.

## Aufbau des Einblasgerätes
Das Einblasgerät (eng. cable blowing machine oder fiber blowing machine) besteht aus folgenden Komponenten: einem Kopfstück, welches die sichere Befestigung des Schutzrohrs, in das dieses Kabel eingeblasen wird, und die Zufuhr von Luftdruck bzw. Wasser zu diesem Rohr gewährleistet, wobei das Kabel über das Kopfstück und mehrere Dichtungen in das Leerrohr  eingeführt wird, die das Durchdringen von Luft bzw. Wasser zum Einblasgerät nicht zulassen; einen
Kabelgeber, der das Kabel zum Kopfstück vorgibt; eine Grundplatte (Aufbaurahmen), auf der die einzelnen Teile des Einblasgerätes aufgebaut sind; eine Kabelführung, in der das Kabel mithilfe von Hülsen bzw. Rollen zum Kopfstück geführt wird; einen Druckluft- bzw. Wasseranschluss für die sichere und gefahrlose Zufuhr von Druckluft bzw. Wasser zum Einblasgerät; einen Zähler, der die Gesamtlänge (wahlweise auch die Geschwindigkeit) des eingeblasenen Kabels anzeigt, und eine Kabel-Steuereinheit, welche die Geschwindigkeit des einzuschiebenden Kabels und die Anpresskraft des Kabelgebers kontrolliert.

## Arten von Einblasgeräten
Einblasgeräte können nach verschiedenen Kriterien kategorisiert werden. So zum Beispiel nach der Größe der Kabel (übliche Größen beginnen bei einem Außendurchmesser von 10 mm, Mikrokabel sind kleiner). Auch können sie nach der Art des Kabelgebers unterschieden werden: Mit Rollen-, Ketten- oder Riemenantrieb oder gänzlich ohne Kabelgeber. Auch der Antriebsmotor kann ein Unterscheidungskriterium sein, wobei zwischen pneumatischen, hydraulischen oder elektrischen Motoren unterschieden wird.

## Fotos

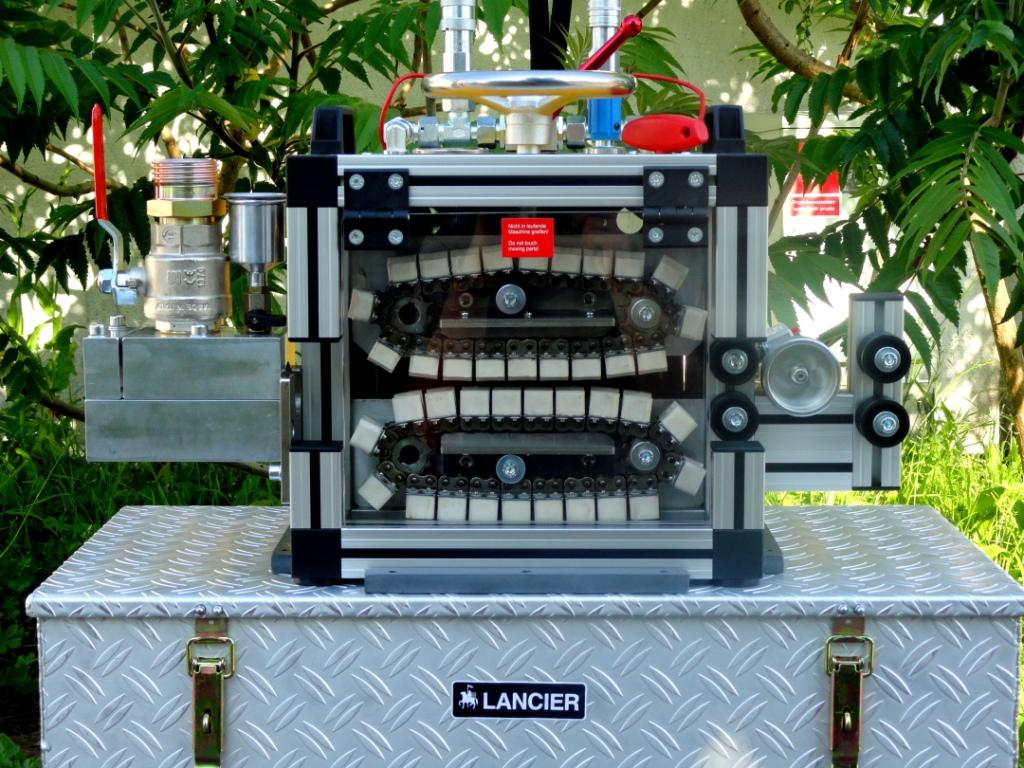
Einblasgerät mit Kettenantrieb
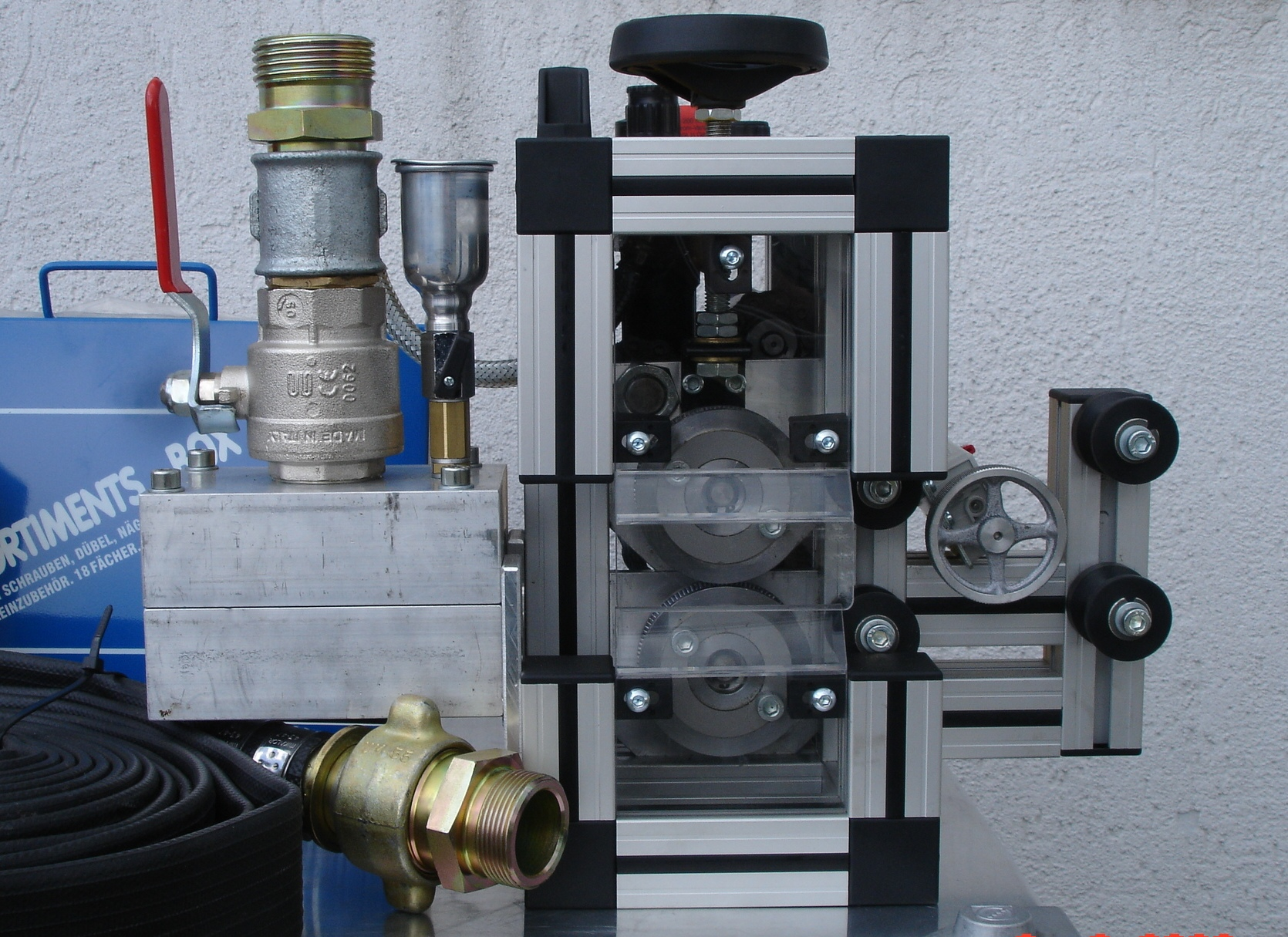
Einblasgerät mit Rollenantrieb
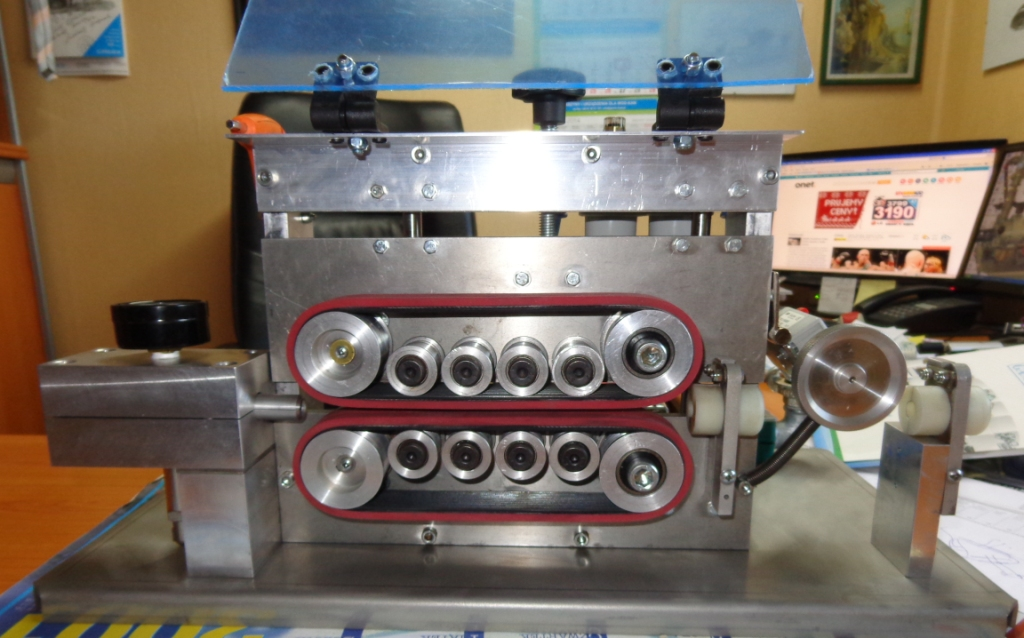
Einblasgerät mit Riemenantrieb
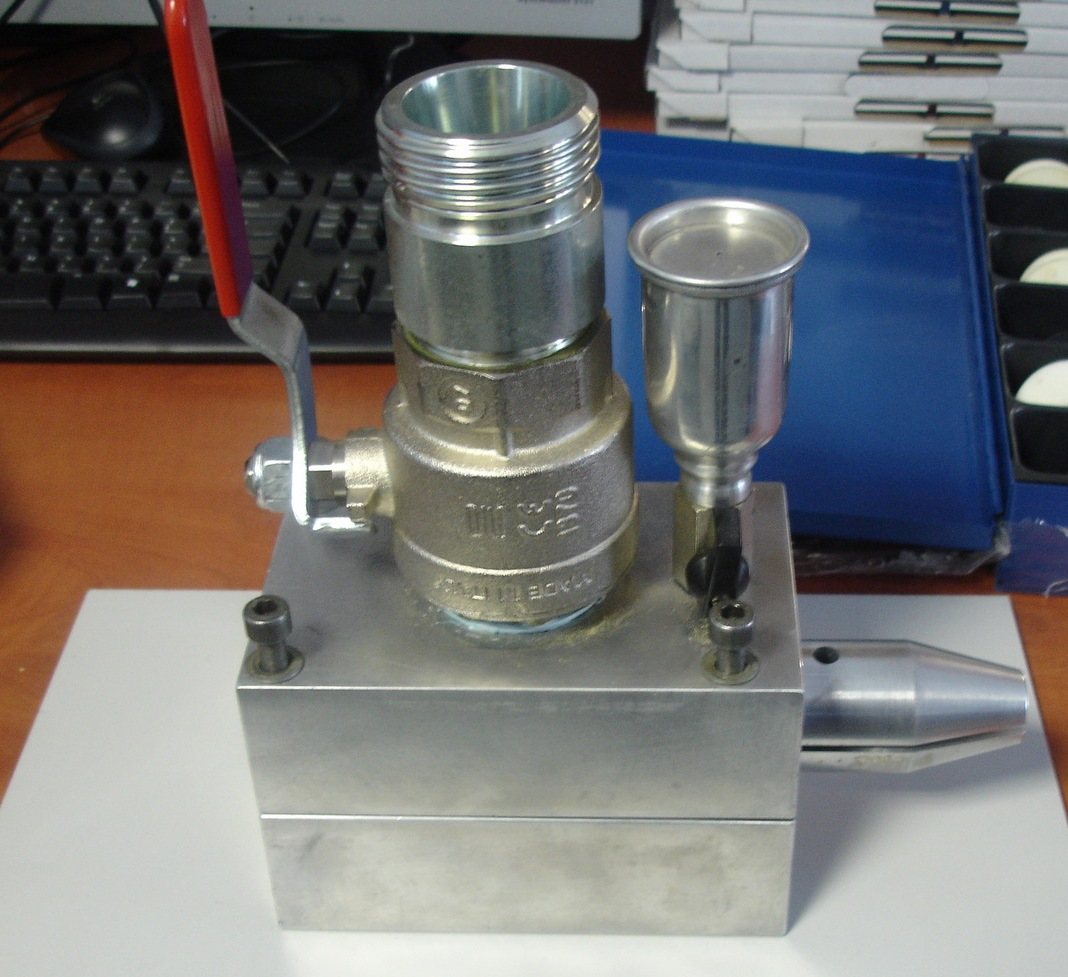
Einblaskopf